# Harpactea cosari
Espèce
Harpactea cosari est une espèce d'araignées aranéomorphes de la famille des Dysderidae.

## Distribution
Cette espèce est endémique de la province de Manisa en Turquie,. Elle se rencontre vers Alaşehir.

## Description
Le mâle holotype mesure 4,90 mm, les mâles mesurent de 4,00 à 4,90 mm et les femelles de 5,10 à 7,40 mm.

## Systématique et taxinomie
Cette espèce a été décrite par Kunt, Danışman et Yağmur en 2025.

## Étymologie
Cette espèce est nommée en l'honneur d'İlhan Coşar.

## Publication originale
- Kunt, Danışman & Yağmur, 2025 : « Two new species of Harpactea (Araneae, Dysderidae) from the Aegean region of Türkiye, with the redescription of Harpactea cruriformis Bosmans, 2011. » Zootaxa , no 5601(2), p. 288-304.